# Strathnairn
Strathnairn is een plaats in de Australische deelstaat Australisch Hoofdstedelijk Territorium.